# Stift Gernrode

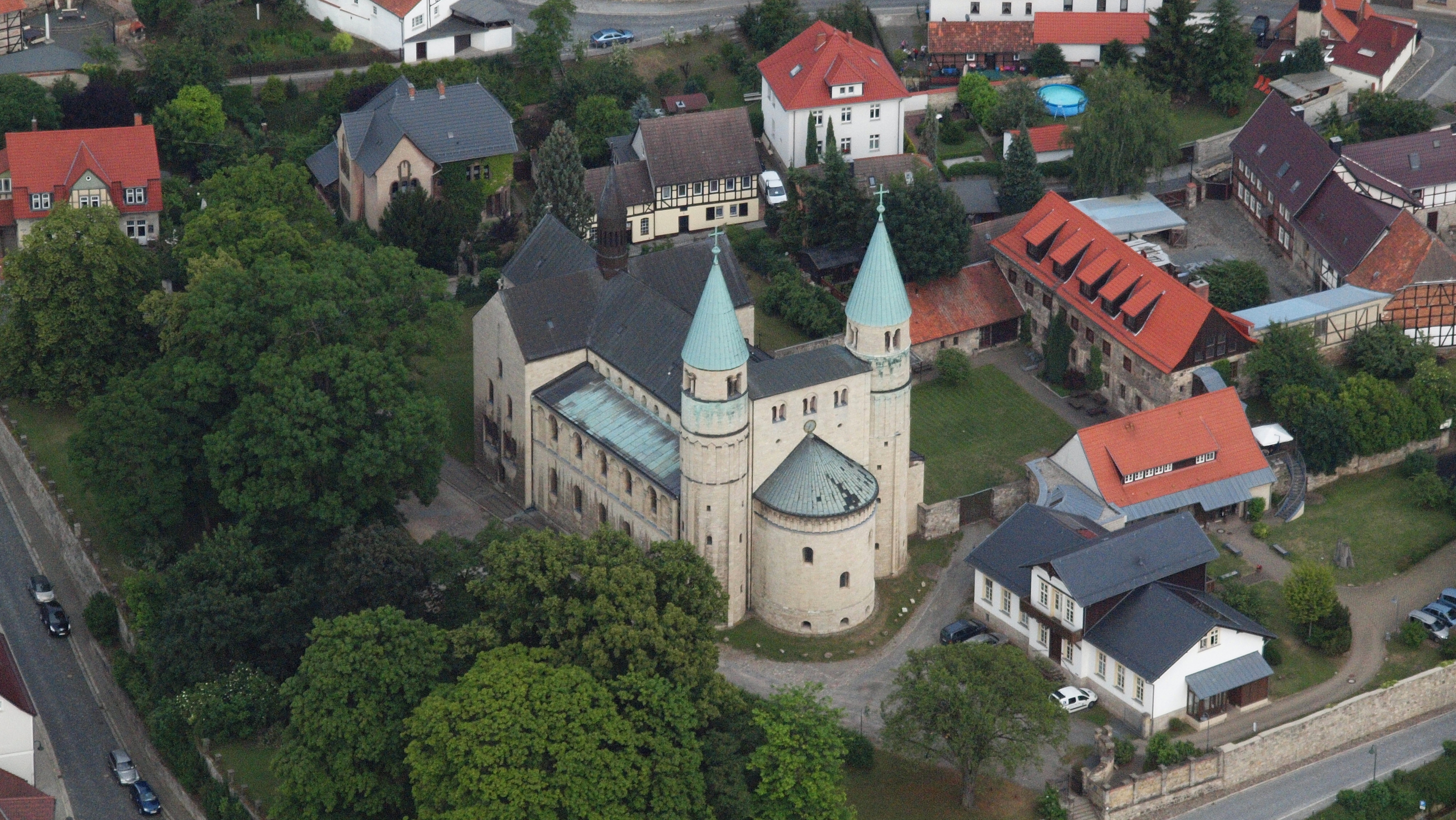
Bad Suderode, Stift Gernrode, Luftaufnahme (2015)

Das Frauenstift Gernrode (lateinisch Abbatia Gernrodensis; Patrozinium: St. Cyriacus) war ein Kanonissenstift, 959 gegründet und bestehend bis ins 17. Jahrhundert. Es war reichsunmittelbar und dem Status einer Reichsabtei gleichgestellt. Es gehörte in der Frühen Neuzeit als Reichsstand dem Obersächsischen Reichskreis und dem Rheinischen Reichsprälatenkollegium an.

## Gründungszeit

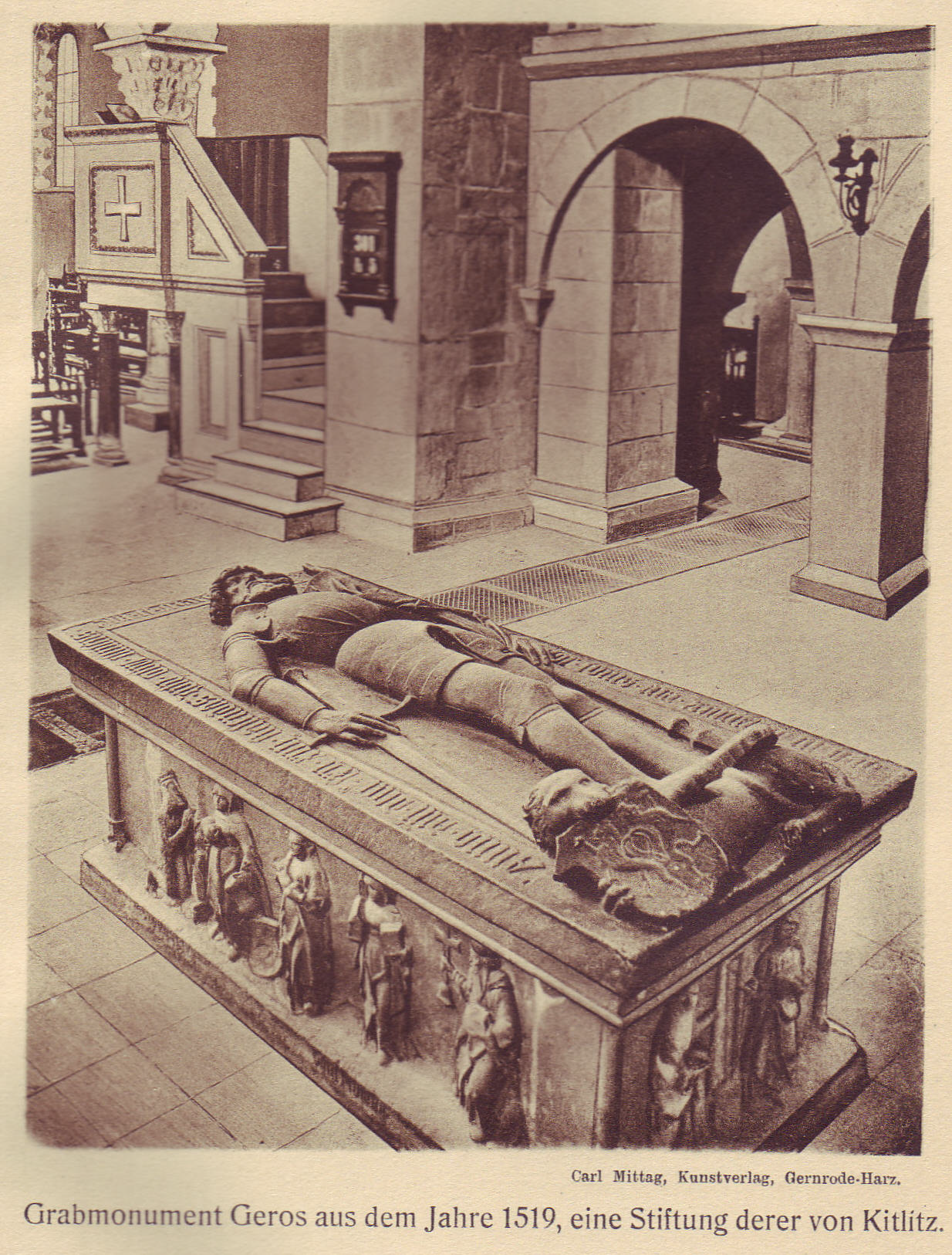
Darstellung des Grabmals des Gründers Gero

Der Markgraf Gero († 965) begründete 959 auf seiner Burg Geronisroth am Nordostrand des Harzes ein Kanonissenstift. Die ältere Forschung ging noch davon aus, dass Gernrode als Benediktinerinnenabtei gegründet wurde, mittlerweile ist es aber Konsens, dass Gernrode von Anfang an als weltliches Chorfrauenstift gegründet wurde. Möglich ist aber, dass das nahegelegene von Gero 950 als Benediktinerinnenkloster gegründete Frose nun auch in ein Kanonissenstift umgewandelt und der Äbtissin von Gernrode unterstellt wurde. Da Geros einziger Sohn Siegfried verstorben war, ohne Erben zu hinterlassen, vermachte Gero dem Stift sein gesamtes Eigengut, wodurch dieses von Anfang an reich dotiert war. Erste Äbtissin wurde Hathui (Hedwig) († 1014), die Witwe seines Sohnes. Sie stammte aus dem Geschlecht der Billunger und war eine Nichte der Königin Mathilde. Das Stift sollte auch als Grablege und dem dauernden Gebetsgedenken des Stifters dienen. Mit dem Bau der Stiftskirche, einer der ältesten und wertvollsten Kirchen Deutschlands mit dreischiffiger Basilika und einer Hallenkrypta sowie einem Langhaus mit Stützenwechsel und Nonnenemporen, einer Heiliggrabkapelle sowie einer Bußzelle im Seitenschiff, wurde wahrscheinlich 961 begonnen.
Otto I. stellte das Stift 961 unter königlichen Schutz und verlieh ihm Immunität. Dies galt auch für die Tochtergründung Frose im Nordosten von Gernrode, deren Stiftskirche bis heute erhalten ist. Des Weiteren erhielt das Stift das Recht auf freie Wahl der Äbtissin und des Vogts. Auch päpstlichem Schutz wurde das Stift in dieser Zeit unterstellt, womit es allmählich die spätere Exemtion von der Jurisdiktion des Bischofs von Halberstadt erlangte.
Ursprünglich waren Stift und Kirche Maria und Petrus geweiht. Über die Propstei Frose kam eine Armreliquie des heiligen Cyriakus nach Gernrode. Diese hatte Gero während seiner ersten Romreise erworben. In der Folge wurde Gernrode ein Zentrum der Verehrung des heiligen Cyriakus.

## Geschichte bis ins Hochmittelalter

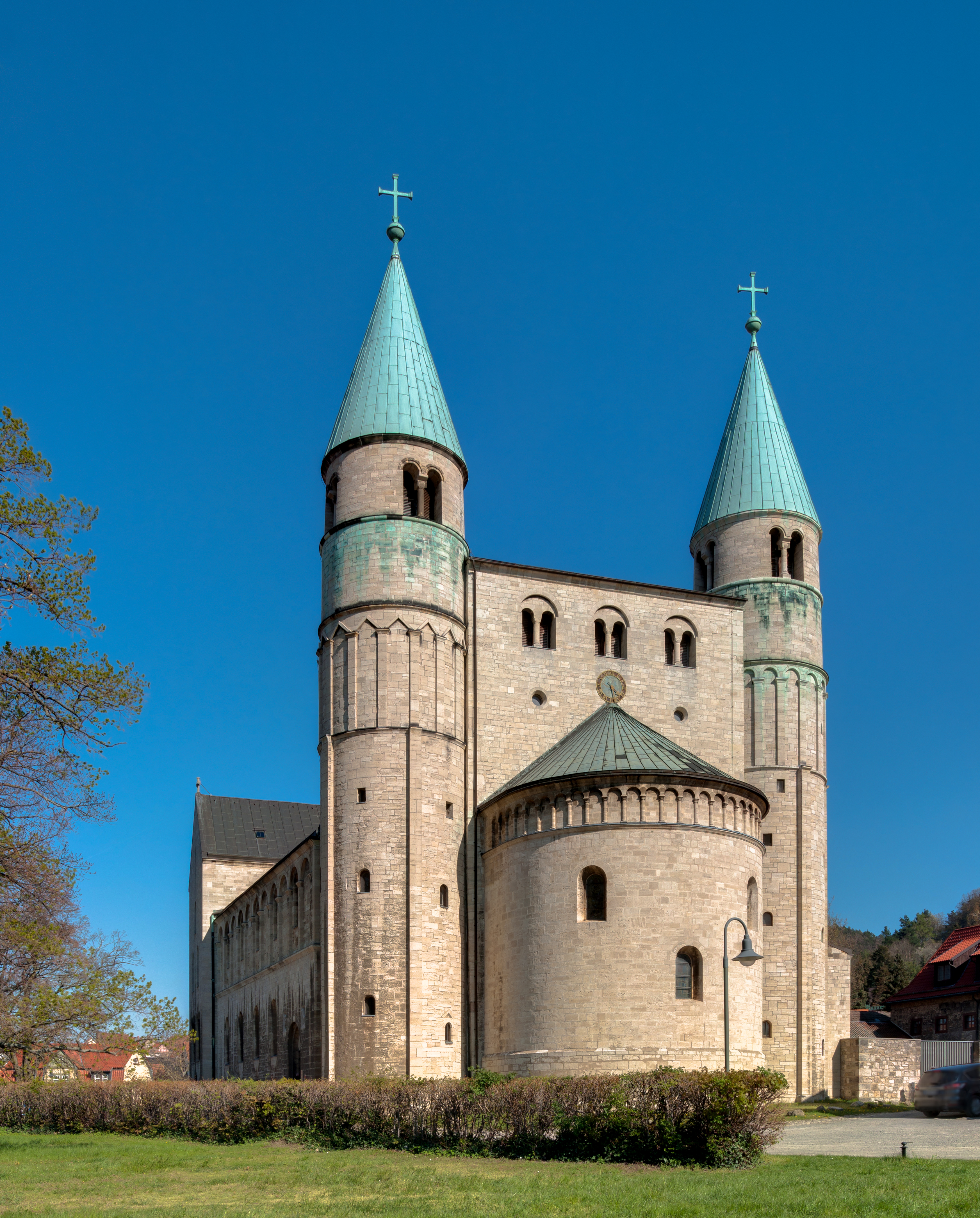
Westfront der Stiftskirche St. Cyriakus (Gernrode)

Stiftsvögte waren nachweisbar ab dem 12. Jahrhundert die Askanier (zuerst wohl Albrecht der Bär).
Die zweite Äbtissin war Adelheid, eine Schwester von Otto III. In dieser Zeit war Gernrode in der Person der Äbtissin mit dem Stift Quedlinburg verbunden. In der ottonischen Zeit hatte Gernrode eine ähnliche Bedeutung wie die Stifte Quedlinburg, Gandersheim, Essen und Vreden. Mit den Stiften Gandersheim und Vreden bestand eine Gebetsverbrüderung. Allerdings konnte die Königsnähe und Bedeutung nur bedingt bewahrt werden. Vielmehr gelang es den Askaniern, die Schirmvogtei über die Abtei nach und nach auszubauen und später hierauf den Anspruch auf die Landeshoheit im Stiftsgebiet zu stützen. Aber bereits in der Zeit der Äbtissin Adelheid I. gelang es nicht, für Gernrode Privilegien und Rechte zu erhalten, wie sie Gandersheim oder Quedlinburg in dieser Zeit bekamen. Diese Stagnationsperiode war auch später nicht mehr auszugleichen, da seit Mitte des 11. Jahrhunderts die Anzahl königlicher Privilegierungen allgemein zurückging.
Es sind im Vergleich mit anderen Stiften nur vergleichsweise wenige königliche Aufenthalte überliefert. Offenbar haben nur Kunigunde, Gemahlin König Heinrichs II., König Heinrich V. und Kaiser Friedrich I. das Stift besucht. Letzterer hielt dort 1188 einen Hoftag ab.

## Konvent
Die Äbtissinnen und Pröpstinnen stammten seit der Frühzeit häufig aus den hochadeligen Geschlechtern der Billunger, Askanier, Wettiner und vergleichbarer Familien. Der Aufgabenbereich der Äbtissin war zumindest in den Anfangsjahren beträchtlich. Sie hatte über die Aufnahme neuer Stiftsdamen zu entscheiden und die entsprechenden Präbenden zu verteilen. Auch vergab sie die verschiedenen Stiftsämter. Sie schlug die Pfarrer für die zahlreichen Eigenkirchen gegenüber dem Bischof von Halberstadt vor. Die Äbtissin hatte die Verantwortung für die Verwaltung des anfangs großen Besitzes und das Gerichtswesen.
Die Zahl der Präbenden für die Stiftsdamen betrug zunächst 24. In Frose waren es noch einmal 12. Die tatsächliche Zahl sank im Laufe der Zeit ab. An Stiftsämtern werden genannt das der Äbtissin, die Pröpstin, die Dechantin, die Kellnerin, die Sangmeisterin, die Schatzmeisterin, die Küsterin, die Schließerin und die Pförtnerin. Das Stift in Frose wurde von einer Pröpstin geleitet.
Neben den Stiftsdamen bestand der Konvent aus einigen Kanonikern. Ihre Präbenden waren meist mit den Altären der Stiftskirche verbunden. Stiftsdamen und Kanoniker bildeten jeweils eine Korporation für sich, die zusammen den Konvent bildeten. Neben den Kanonikern gab es weitere einfache Priester.
Die Stiftsdamen in Frose und Gernrode wählten in Gegenwart des Vogtes, der Kanoniker und Ministerialen gemeinsam die Äbtissin.
Das Leben im Stift verlangte kein Gelübde wie im Kloster. Auch eine Abtrennung von der Außenwelt durch die Klausur gab es nicht. Es war nur der Gehorsam gegenüber der Äbtissin zu geloben. Das Stift verfügte über eigene Regeln des Zusammenlebens. Diese folgten den 816 auf einer Synode in Aachen beschlossenen Institutiones Aquisgranenses. Ein Großteil der Kanonissenstifte hatte im Zuge der Kirchenreformbewegung freiwillig oder gezwungen an Stelle ihrer bisherigen freieren Verfassungsform die Benediktinerregel oder die der Augustiner-Chorfrauen angenommen. Im ostsächsischen Bereich konnten nur drei Stifte ihre ältere freiere Lebensform bewahren: das Stift Gandersheim, das Stift Quedlinburg und das Stift Gernrode.
Die Stiftsdamen pflegten vergleichsweise lange ein gemeinschaftliches Leben. Ein Dormitorium und ein Refektorium wurde im 14. Jahrhundert erstmals erwähnt. Daneben gab es aber auch bereits seit der Zeit Kaiser Ottos II. private Wohnbereiche.

## Besitzungen
Das Stift war bereits durch seinen Gründer reich ausgestattet. Dabei handelte es sich sowohl um alten Allodialbesitz, wie auch zuvor von Otto I. erhaltene Schenkungen. Ottonische und salische Herrscher, aber auch der Markgraf Ekkehard II. von Meißen und die Äbtissin Hedwig von Seeburg, mehrten den Besitz, so dass Gernrode Mittelpunkt einer kleinen Herrschaft wurde, zu der auch der Ort Gernrode gehörte. Eine gefälschte, auf den Gründer Gero datierte, aber 1207 durch Papst Innozenz III. anerkannte Urkunde führt 24 Dörfer, 21 Kirchen und 400 Hufen in Streulage auf.
Insgesamt gehörten dem Stift im Hochmittelalter über 1000 Hufen. Ab dem 11. Jahrhundert war der Besitz aufgeteilt auf die Äbtissin, die Stiftsdamen und die übrigen Angehörigen des Stifts. Ein Großteil der Ländereien war an Ministeriale zu Lehen vergeben. Bis zum Jahr 1544 schrumpfte die Herrschaft jedoch auf Gernrode und fünf Dörfer zusammen. Stiftsvögte waren seit der Mitte des 12. Jahrhunderts die Askanier.
Zu dem späteren Amt Gernrode der Fürsten von Anhalt-Bernburg gehörten noch die Stadt Gernrode, das Vorwerk Stammefeld, das Lusthaus Stubenberg und das Wirtshaus Haberfeld, aber keine Dorfschaften.

## Spätmittelalter und Frühe Neuzeit
Das Stift verlor im Laufe der Zeit, insbesondere seit dem 13. Jahrhundert, erheblich an Einfluss. Dabei spielten die Misswirtschaft unter einigen Äbtissinnen, die allgemeine Wirtschaftsentwicklung, aber auch die Politik der Erzbischöfe von Magdeburg und der Bischöfe von Halberstadt eine Rolle.
Immerhin gelang den Äbtissinnen bis 1381 die Exemtion vom Bistum Halberstadt durchzusetzen. Vor dem Hintergrund der Bestrebungen der Askanier und des von diesen abstammenden Hauses Anhalt, das Stift dem eigenen Herrschaftsbereich einzuverleiben, bemühte es sich im 15. und 16. Jahrhundert um die kaiserliche Bestätigung der alten Rechte. Diese wurden von Sigismund, Friedrich III., Karl V., Maximilian II. und Rudolf II. erteilt. Dennoch gelang es dem edelfreien Stift nicht, die Landeshoheit und die Exemtion dauerhaft zu sichern.
Es kam 1525 im Zusammenhang mit dem Bauernkrieg zur letztlich vergeblichen Revolte der Hörigen gegen die von der Äbtissin Elisabeth von Weida erhöhten Abgaben. Im Jahr 1544 bestand der Besitz nur noch aus der kleinen Stadt Gernrode (Stadtrecht seit 1539/1549) und fünf Dörfern. Das Stift umfasste Anfang des 17. Jahrhunderts noch 2 Quadratmeilen.
Bereits mit der Äbtissin Elisabeth von Weida (1504–1532) begann um 1525 auch die Hinwendung zur Reformation. 1545 wurde der evangelische Gottesdienst öffentlich eingeführt. Das Kanonissenstift wurde zu einem evangelischen Damenstift umgewandelt. Die Äbtissin blieb aber Reichsstand, hatte weiterhin Sitz und Stimme im Reichstag und auf den obersächsischen Kreistagen. Die letzten sechs Äbtissinnen (1564–1604) gehörten dem Haus Anhalt an, das ab 1604 sowohl den Besitz als auch die Rechtstitel Gernrodes an sich zog.
Das Haus Anhalt gliederte das Stift 1610/1614 in sein Territorium ein; die letzte Äbtissin, Sophie Elisabeth von Anhalt-Dessau, trat 1614 aus dem Stift aus und heiratete. Die verbliebenen Stiftsgüter wurden bis 1669 zur Ausstattung des Seniors des Hauses Anhalt bestimmt, d. h. zur Finanzierung von Gesamt-Anhaltischen Aufgaben. 1669 wurden diese Senioratsgüter auf die damals vorhandenen vier Linien verteilt. Dabei fielen die Stadt und die Stiftsgebäude an Fürst Friedrich von Harzgerode, andere Stiftsgüter an die Linien Dessau und Bernburg. Das Stimmrecht blieb gemeinschaftlich. Damals entstand unter anderem das Amt Gernrode. Da das Haus Anhalt am 1. Januar 1624 im Besitz von Gernrode war, wurde ihm das Stift auch im Westfälischen Frieden endgültig zugesprochen.